# Alois Höller

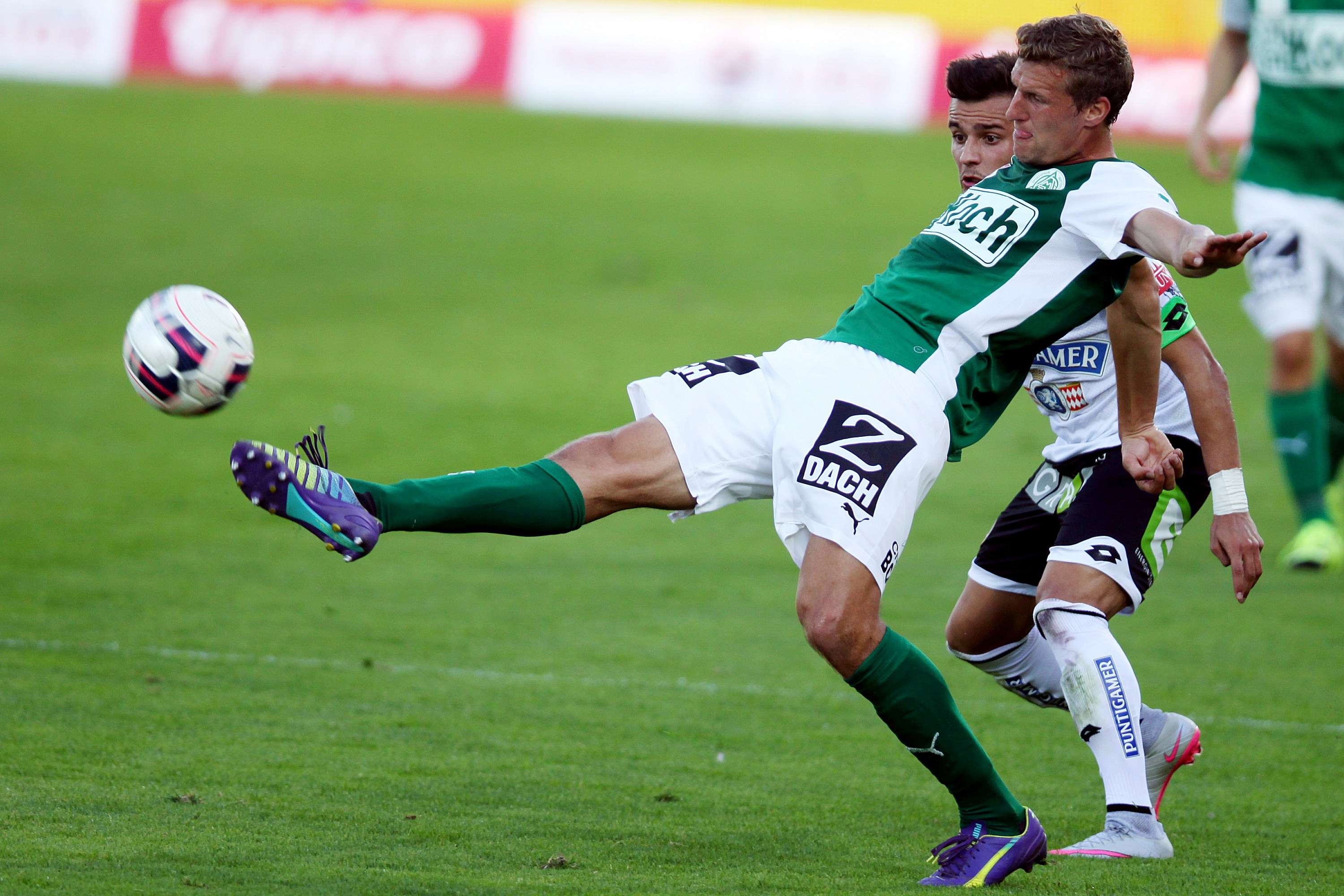
Alois Höller in Aktion für den SV Mattersburg (2015)

Alois Höller (* 15. März 1989 in Wiener Neustadt) ist ein österreichischer Fußballspieler.

## Karriere
Höller begann seine Karriere beim SK Wiesmath, einem unterklassigen Verein aus Niederösterreich. 2003 wechselte er in die Fußballakademie St. Pölten, wo er insgesamt drei jahre aktiv war. 2006 kam dann der Wechsel in die Jugendmannschaft des SV Stegersbach, wo er 2007 in die erste Mannschaft geholt wurde. In seiner ersten Saison konnte Höller in 13 Spielen sieben Tore erzielen.
Daraufhin wurde er vom Bundesligisten SV Mattersburg verpflichtet. In der Saison 2008/09 kam er bei den Amateuren zu einigen Einsätzen, ebenfalls im Herbst und Frühjahr 2009/10. Weiters wurde er in den Kader der ersten Mannschaft berufen. Sein Debüt im Bundesligateam gab der Mittelfeldspieler am 15. April 2010 im Derby gegen den FC Magna Wiener Neustadt, als er in der 88. Minute für Markus Schmidt eingewechselt wurde. Das Spiel in Wiener Neustadt wurde mit 1:2 verloren. Der Verein stellte nach der Saison 2019/20 den Spielbetrieb ein.
Daraufhin wechselte er im September 2020 zum viertklassigen ASV Siegendorf. Nach dem Gewinn des Meistertitels in der Landesliga 2021/22 verließ Höller die Burgenländer und wechselte zum USV Scheiblingkirchen-Warth, der im Sommer 2022 ebenfalls in die Regionalliga Ost aufgestiegen war, womit er nunmehr Gegner der Siegendorfer wurde. Nach einer Spielzeit, in der er auf zwei Tore bei 27 Ligaeinsätzen kam und mit dem Klub im Endklassement auf dem 14. Tabellenplatz und damit auf einem Abstiegsplatz rangierte, trat Höller in der Sommerpause vor der Saison 2023/24 einen Wechsel zum Mattersburger Sportverein 2020, dem Nachfolgeverein der SV Mattersburg, mit Spielbetrieb in der fünftklassigen II. Liga Mitte an.

## Erfolge
- Meister der Landesliga Burgenland: 2021/22

## Privates
Neben seiner Laufbahn als Fußballspieler arbeitet Höller, der im Besitz eines Bachelor of Education ist, hauptberuflich als Lehrer am Gymnasium Mattersburg. Hierbei betreut er die Fächer Sport und Werken und trainiert zudem die Schülerliga-Mannschaft der Schule.
Bereits während seiner Profikarriere begann er die Ausbildung zum Lehrer und baute ein Haus in Mattersburg, wo er heute mit seiner Frau und einem Kind lebt.